# Amphibalanus salaami
Amphibalanus salaami is een zeepokkensoort uit de familie van de Balanidae. De wetenschappelijke naam van de soort is voor het eerst geldig gepubliceerd in 1932 door Nilsson-Cantell.